# Hello Goodbye (YUKI的單曲)
「Hello Goodbye」（日語：ハローグッバイ）是YUKI的第8张单曲。

## 简介
- 由音乐制作人茑谷好位置作曲的一首单曲，他担任了从这首曲直到「ビスケット」为止的作曲工作[1]。
- 最初是以防复制CD（CCCD）的形式发行的。[來源請求]
- 封面上YUKI驾驶的是Segway（思维车）。在广告宣传片中可以看到YUKI正在驾驶着Segway的样子。

## 收录曲
1. ハローグッバイ
  - 作词・作曲：茑谷好位置/编曲：汤浅笃
  - 花王「エッセンシャル ダメージケア」广告曲
2. 舞い上がれ
  - 作词・作曲：Zuriani、Joachim "Jock-E" Bjorklund/编曲：田中ユウスケ

## 收录专辑
- joy（#1, #2）
- five-star（#1）